# Guido Toglietta
Guido Toglietta (fl. XVI secolo) è stato un ingegnere italiano.
Scrisse nel 1585 un ponderoso trattato su di un sistema di pavimentazione. La sua opera si inserisce nella tradizione cinquecentesca che comprende nomi quali Andrea Palladio (che redasse un progetto di strade per città) e Vincenzo Scamozzi, il quale osservò che le strade di campagna avrebbero dovuto essere su entrambi i lati assai più alte del livello dell'acqua del sottosuolo e inoltre diritte, ampie e costruite con materiale piuttosto resistente.
Evidenziò l'azione reciproca della ruota, elemento distruttore, e della strada, elemento resistente. Descrisse la realizzazione di pavimenti con ciottoli, sostenendo però di preferire fondamenta in ghiaia, ricoperte di un manto stradale in pietre, sabbia e malta; questo tipo di costruzione necessitava di restauri più frequenti, ma era di costo inferiore a quello delle pur solide strade romane.